# Arkyd-3 Reflight

Arkyd-3

O Arkyd-3 Reflight (A3R) é um nanossatélite de demonstração de tecnologia, pertencente a Planetary Resources, baseado no modelo CubeSat. O satélite irá testar os sistemas para os futuros satélites Arkyd-100, mas o mesmo não dispunha de um telescópio. O A3R também irá completar a missão do primeiro Arkyd-3 que foi perdido em 2014 na explosão do foguete Antares 130 durante o lançamento.

## Lançamento
O satélite foi lançado com sucesso ao espaço no dia 14 de abril de 2015, às 20:10 UTC, por meio de um veículo Falcon 9 v1.1 a partir da Estação da Força Aérea de Cabo Canaveral, na Flórida, Estados Unidos, juntamente com a espaçonave Dragon, que era a principal carga do foguete e que levava suprimentos para a tripulação da Estação Espacial Internacional, e outros passageiros.
O Arkyd-3 Reflight foi transportado para a Estação Espacial Internacional para ser implantado a partir de lá, em julho de 2015.